# Isländische Fußballmeisterschaft 1916
Die isländische Fußballmeisterschaft 1916 war die fünfte Spielzeit der höchsten isländischen Fußballliga.
Es nahmen lediglich drei Mannschaften am Bewerb teil. Der Titel ging zum vierten Mal in Folge an Fram Reykjavík.

## Abschlusstabelle
| Pl. | Verein             | Sp. | S | U | N | Tore    | Diff. | Punkte |
| --- | ------------------ | --- | - | - | - | ------- | ----- | ------ |
| 1.  | Fram Reykjavík (M) | 2   | 1 | 1 | 0 | 004:300 | 1,33  | 03:10  |
| 2.  | KR Reykjavík       | 2   | 0 | 2 | 0 | 005:500 | 1,00  | 02:20  |
| 3.  | Valur Reykjavík    | 2   | 0 | 1 | 1 | 004:500 | 0,80  | 01:30  |

| (M) | amtierender isländischer Meister |

### Kreuztabelle
Die Kreuztabelle stellt die Ergebnisse aller Spiele dieser Saison dar. Die Heimmannschaft ist in der ersten Spalte aufgelistet, die Gastmannschaft in der obersten Reihe. Die Ergebnisse sind immer aus Sicht der Heimmannschaft angegeben.
| 1916            | Fram Reykjavík | KR Reykjavík |     |
| Fram Reykjavík  |                | 2:2          | –   |
| KR Reykjavík    | –              |              | 3:3 |
| Valur Reykjavík | 1:2            | –            |     |